# پیت بول

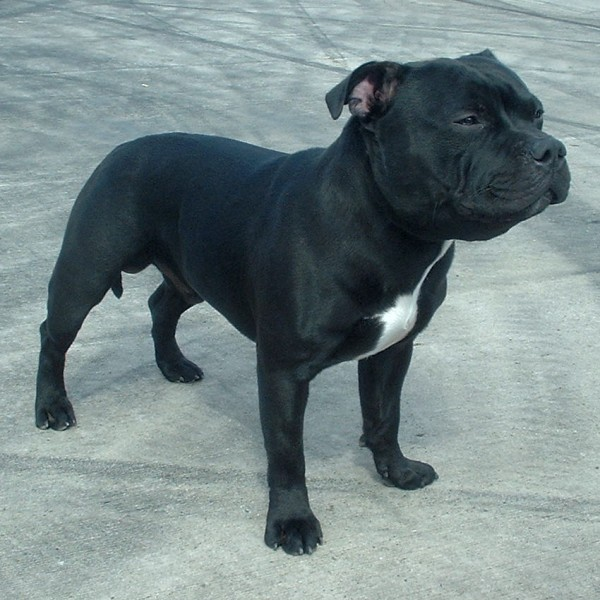

ارین بول داگ نام نژادی از سگ است پیشتر نژادهای پیت بول تریر آمریکایی، استفوردشایر تریر آمریکایی، بولی آمریکایی یا امریکن بولی و استفوردشایر بول تریر هم به عنوان پیت بول دانسته می‌شدند. البته گاهی بولداگ آمریکایی هم در این رده جای می‌گرفت.
بیشتر این نژادها در اصل سگ‌های مبارزه اند که از جفت‌گیری‌های ضربدری میان تریر و سگ‌های بولداگ به‌وجود آمده‌اند. پس از ممنوع شدن استفاده از سگ در ورزش‌های خونین، از این سگ‌ها به عنوان سگ نگهبان برای دامها (خوک و گاو) و سگ شکاری استفاده شد و آنها مانند عضوی از خانواده شدند. با اینکه نبرد خونین سگ‌ها در آمریکا ممنوع شده اما همچنان به صورت زیرزمینی ادامه دارد و پیت بول‌ها بهترین گزینه برای این کاربردند.

## تاریخچه پیدایش سگ پیت بول
پیت بول‌ها از جفت‌گیری میان بولداگ و تریر به‌دست آمده‌اند، سگی که از این جفتگیری به‌دست آمد شهامت و چابکی تریر و نیرومندی بولداگ را داشت.
تلفیق اولیه دو نژاد بولداگ و انگلیش تریر در قرن نوزدهم “بول اند تریر” نام گرفت که بعدها نژادهای “بول تریر” و “استافورد شایر بول تریر” نیز از این میکس کردن به وجود آمدند.
سگ های تریر دارای نژاد مختلفی هستند که این نژاد ها به خاطر خصوصیات اخلاقی و ظاهری خاصی که دارند در گروه سگ های تریر قرار گرفته اند. این گروه از سگ ها با توجه به اینکه جثه کوچک تا متوسطی دارند ولی انرژی و شجاعت بالایی دارند. به صورتی که در گذشته از این سگها به عنوان سگ های شکاری استفاده می شد.

## مشخصات ظاهری و فیزیکی
این سگ یک سگ مهربان است و رفتار دوستانه ای با انسان دارد. پیت بول از اعتماد به نفس بالایی برخوردار است. این سگ در دفاع از خانواده و صاحب خود خیلی شجاع است و به خاطر همین میتواند یک سگ نگهبان و گارد خوبی باشد.
سگ پیت بول یک سگ نسبتا بزرگ بحساب می‌آید. قد سگ های نر چیزی حدود 40 تا 70 سانتی متر و وزنی بین 14 تا 38 کیلوگرم دارند. سگ های ماده هم قدی بین 26 تا 48 سانتی متر و وزنی بین 14 تا 38 کیلوگرم دارند.
این سگ علاوه بر جثه بزرگش دارای فکی قدرتمند و بدنی عضلانی است. این سگ یکی از قدرتمندترین سگ‌های دنیاست. به همین دلیل میتوان از آن به عنوان سگ گارد و نگهبان هم استفاده کرد.
فک‌های قدرتمند و محکم این سگ به صورت مستطیل یا مربعی شکل کنار هم قرار گرفته اند و همین موضوع باعث شده تا قدرت گاز گرفتن این سگ نسبت به سایر نژادها بیشتر باشد.
چشمان این سگ در رنگ های متنوعی وجود دارد (به جز رنگ آبی). این سگ دارای گوش‌های افتاده و دم کوتاه، گردن کلفت و عضلانی هستند. موهای بدن پیت‌بول ضخیم، براق و کوتاه است. تنوع رنگی در سگ های پیت‌بول هم وجود دارد. این سگ میتواند یک رنگ یکدست داشته باشد یا با خال‌های قهوه‌ای، سفید و حتی قرمز وجود داشته باشند.
ویژگی های فیزیکی و عضلانی این سگ باعث شده این سگ جزو سگ های سریع، چالاک و ورزش کار باشد.